# Paul Rivet
Paul Rivet (Wasigny, 7 de mayo de 1876 - París, 21 de marzo de 1958) fue un etnólogo francés. Es uno de los más importantes compiladores y divulgadores de materiales etnográficos y lingüísticos sobre los pueblos originarios sudamericanos en la primera mitad del siglo XX. Es famoso por haber formulado la hipótesis oceánica sobre el origen del poblamiento americano, según la cual, la población nativa americana es el resultado de migraciones procedentes de Asia, Australia, Polinesia y Melanesia.

## Biografía
Participó en la Segunda Misión Geodésica Francesa (1899 a 1906), expedición científica que en 1901 llegó a Ecuador. Al final de esta misión, permaneció en América del Sur durante seis años, estudiando a los habitantes de los valles interandinos. A su regreso a Francia fue contratado como ayudante del Museo Nacional de la Historia Natural, donde puso en orden sus observaciones realizadas en América del Sur.
Sus notas fueron publicadas conjuntamente con las de René Vernaus, director del Museo, en dos partes, entre 1912 y 1922, bajo el título de Etnografía antigua del Ecuador. Paul Rivet afirmó que los ancestros de los  pueblos americanos fueron avanzando por el Océano Pacífico hasta colonizar toda América. Rivet contribuyó al establecimiento en París del Instituto de Etnología donde desempeñó un rol clave en la formación de numerosos etnólogos. En 1928, sustituyó a René Vernaus en la dirección del Museo.
Rivet no solamente afirmó que Asia fue la cuna del hombre americano y que migraciones asiáticas llegaron a América desde Siberia por el noroeste del continente (hipótesis formulada originalmente por Aleš Hrdlička), sino también que otras migraciones se produjeron desde Australia 6.000 años antes y desde la Melanesia, un poco más tarde. Su obra Los orígenes del hombre americano, publicada en 1943, contiene argumentos lingüísticos y antropológicos que tienden a probar esta tesis.
Fundó el Museo del Hombre en París en 1937. En 1942, Rivet llegó a Colombia y funda el Instituto y Museo de Antropología. En 1945, de regreso a París, retomó a sus tareas en el Museo, la enseñanza sin dejar sus investigaciones sobre América del Sur. Conservó muchos lazos afectivos con América del Sur -sobre todo con Ecuador- pues convivió con Mercedes Andrade Chiriboga, de Cuenca, con quien vivió hasta su muerte.

## Político y humanista
Fue fundador y presidente del Comité de Vigilancia de los Intelectuales Antifascistas, el 5 de marzo de 1934. Fue elegido concejal de París como candidato único de la izquierda, el 12 de mayo de 1935 y destituido del cargo por el gobierno de Vichy en el otoño de 1940. Formó parte del grupo de la resistencia conocido como Réseau du Musée de l'Homme. Ante su inminente arresto por parte de los nazis, optó por el exilio en América del Sur. Tras la liberación de Francia fue elegido diputado por el Partido Socialista, del que se separó en 1948 para integrar con el PSU la formación izquierdista Unión Progresista.

## Obras
Se han recopilado más de 450 publicaciones en vida de Paul Rivet, entre las cuales se destacan:
- 1901. Pathologie de l'Equateur. París: Le Caducée, 21 de diciembre de 1901, p. 137.
- 1903. «Étude sur les Indiens de la región de Riobamba». Journal de la Société des Américanistes. París, NS, 1903, 1: 58-80.
- 1904. «Le ‘huicho’ des indiens Colorados». Bulletins et Mémoires de la Société d'Anthropologie. Paris, 5e serie, 1904, 5:116-117.
- 1905. «Les indiens Colorados. Récit de voyage et étude ethnologique». Journal de la Société des Américanistes. París, NS, 1905, 2:177-208.
- 1906. «Le Christianisme et les indiens de la République de l'Equateur». L'Anthropologie. París, 1906, 17:61-101.
- 1906. «Cinq ans d'études anthropologiques dans la République de l'Equateur (1901-1906). Resumé préliminaire». Journal de la Société des Américanistes. París, NS, 1906, 3:229-237.
- 1907. «L'industrie du chapeau en Equateur et au Pérou». Bulletin de la Société de Géographie Commerciale. París, 1907, pp. 1-32.
- 1907. «Les Indiens Jíbaros. Étude géographique, historique et ethnographique». L'Anthropologie, París, NS, 1907, 18:333-368, 583-618; 19:69-87, 235-259.
- 1907. «Contribution à l'étude des langues Colorado et Cayapa (République de l'Équateur)». Journal de la Société des Americanistes, París, NS, 1907, 4:31-70 (en coautoría con H. Beuchat).
- 1908. «Étude anthropologique des races précolombiennes de la République de l'Équateur. Recherches anatomiques sur les ossements (os des membres) des abris sous roche de Paltacalo». Bulletins & Mémoires de la Société d'Anthropologie, París, 5a serie, 1908, 9:313-340 (en coautoría con R. Anthony).
- 1908. «La race de Lagoa Santa chez les populations précolombiennes de l'Équateur». Bulletin de l'Association Française pour l'Avancement des Sciences, París, 1908, 146:707-710.
- 1908. La famille lingüistique Zaparo, Journal de Ia Société des Americanistes. París, NS, 1908, 5:235-249 (en coautoría con H. Beuchat).
- 1908. «La langue Jíbaro ou Siwora». Anthropos, 1909, 4:805-822 (en coautoría con H. Beuchat).
- 1910. «Langue jíbaro». L' Anthropologie. París, 1910, 21:1109-1124.
- 1910. «Pratiques funéraires des Indiens de l'Équateur». Journal de Ia Société des Americanistes, París, NS, 1910, 7:257-258 (versión castellana en Boletín de la Biblioteca Nacional de Quito, 1927, 2:1-36.).
- 1910. «Affinités des langues du Sud de la Colombie et du Nord de l'Équateur (groupes Paniquiaa, Coconuco et Barbacoa)». Le Museon, 1910, 11:33-68, 141-198 (en coautoría con H. Beuchat).
- 1912. Ethnographie ancienne de l'Équateur, Mission du Service géographique de l'Armée en Amérique du Sud. París (en coautoría con R. Vernau).
- 1912. «Les familles lingüistiques du Nord-Ouest de l'Amérique du Sud». L'Année Lingüistique. París, 1912, 4:117-154.
- 1919. «Federico González Suárez». Journal de la Société des Americanistes. París, NS, 1919, 11:632-634.
- 1924. «Langues américaines». En: Meillet (Antoine) y Cohen (Marcel) (bajo la dir.) Les Langues du monde: par un groupe de linguistes. París: E. Champion.
- 1929. «L’Étude des civilisations matérielles: ethnographie, archéologie, préhistoire». Documents, n.° 3
- 1938. «Le Front populaire au pouvoir et à l’action». Vendredi, n.° 21, 25 de febrero.
- 1943. Les Origines de l’homme américain. Montreal: les Éditions de l’Arbre [reeditado en 1957 por Éditions Gallimard].
- 1944. Trois lettres, un message, une adresse. México: Librairie française
- 1946 (en colaboración con Henri Arsandaux), Métallurgie précolombienne. París: Institut d’ethnologie
- 1950. "Les indiens motilones" (en colaboración con fray Cesáreo de Armellada), Paris: Société des Américanistes
- 1951-1956 (en colaboración con Georges de Créqui-Montfort), Bibliographie des langues aymara et kicua, 4 vols.
- 1955. La Tristesse des vieux. Esprit.
- 1957. «Indépendance et liberté». Le Monde, 1 de febrero.
- 1930. «Contribution a l'étude des tribus indiennes del'Orient équatorien». Journal de la Société des Americanistes de Belgique, 1998, marzo, pp. 5-19.